# استان جرسیف
استان جرسیف (به فرانسوی: Province de Guercif) یک استان در مراکش است که در منطقه شرق واقع شده‌است. استان جرسیف ۷٬۳۰۷ کیلومتر مربع مساحت و ۲۱۶٬۷۱۷ نفر جمعیت دارد.